# Eligmodontia morgani
La laucha sedosa patagónica (Eligmodontia morgani), también conocida como laucha sedosa austral, es una especie de roedor de la familia Cricetidae.

## Distribución geográfica
Se encuentra en Argentina y Chile.